# Avtandil Kentchadze
Avtandil Kentchadze (in georgiano ავთანდილ კენჭაძე?; Ambrolauri, 22 dicembre 1995) è un lottatore georgiano, specializzato nella lotta libera.

## Biografia
Ha rappresentato la Georgia ai mondiali di Budapest 2018 vincendo la medaglia d'argento nei 74 chilogrammi, dopo aver perso la finale contro Zaurbek Sidakov.

## Palmarès
- Mondiali

Budapest 2018: argento nei 74 kg.
- Europei

Bucarest 2019: bronzo nei 74 kg.
Roma 2020: bronzo nei 74 kg.
- Giochi europei

Minsk 2019: bronzo nei 74 kg.
- Mondiali U23

Bydgoszcz 2017: bronzo nei 74 kg.
Bucharest 2018: oro nei 74 kg.
- Europei U23

Szombathely 2017: oro nei 74 kg.
Istanbul 2018: bronzo nei 74 kg.